# Портрет Александра Ивановича Талызина
«Портрет Александра Ивановича Талызина» — картина Джорджа Доу и его мастерской из Военной галереи Зимнего дворца.
Картина представляет собой погрудный портрет генерал-майора Александра Ивановича Талызина из состава Военной галереи Зимнего дворца.
С начала Отечественной войны 1812 года генерал-майор Талызин находился в отставке, после вторжения Наполеона занимался организацией Московского ополчения и был зачислен на военную службу с назначением шефом 2-го егерского полка Московского ополчения, во главе которого участвовал в Бородинском сражении. Во время Заграничного похода 1813 года сражался в Пруссии и Саксонии, командовал 2-й бригадой 7-й пехотной дивизии. В 1814 году отличился во Франции в сражениях при Ла-Ротьере и Ла-Ферте.
Изображён в генеральском вицмундире, введённом для пехотных генералов 7 мая 1817 года, на плечо наброшена шинель. Слева на груди звезда ордена Св. Анны 1-й степени; на шее крест ордена Св. Владимира 3-й степени; по борту мундира крест прусского ордена Красного орла 2-й степени; справа на груди крест ордена Св. Георгия 4-го класса, серебряная медаль «В память Отечественной войны 1812 года» на Андреевской ленте и бронзовая дворянская медаль «В память Отечественной войны 1812 года» на Владимирской ленте. С тыльной стороны картины надпись: Talysin 2. Подпись на раме: А. И. Талызинъ, Генералъ Маiоръ.
Несмотря на то, что 7 августа 1820 года Комитетом Главного штаба по аттестации Талызин был включён в список «генералов, заслуживающих быть написанными в галерею», фактическое решение состоялось ранее этой даты, поскольку уже 15 марта император Александр I приказал написать портрет Талызина. Гонорар Доу был выплачен 14 апреля и 30 июня 1820 года. По данным А. А. Подмазо, готовый портрет был принят в Эрмитаж 7 сентября 1825 года. Хранитель британской живописи в Эрмитаже Е. П. Ренне утверждает, что портрет поступил в Эрмитаж в 1827 году, в данном случае она путает его с другой работой Доу из Военной галереи — с «Портретом Фёдора Ивановича Талызина», который действительно поступил в Эрмитаж 8 июля 1827 года.